# خط أنابيب غاز غرب إفريقيا
خط أنابيب غاز غرب أفريقيا (WAGP) هو خط أنابيب بطول 678 كيلومتر (421 ميل) من احتياطيات الغاز في منطقة اسكراڤوس، نيجريا في دلتا النيجر إلى بنين، توغو، وغانا. وهو أول نظام نقل غاز طبيعي اقليمي في الصحراء الأفريقية الكبرى.

## التاريخ
بدأت المشروع في عام 1982، عندما قدمت المجموعة الاقتصادية لدول غرب أفريقيا (ECOWAS) مقترح لتطوير خطوط أنابيب الغاز الطبيعي عبر غرب إفريقيا. في أوائل التسعينات، أثبت تقرير دراسة الجدوى الإمكانية التجارية للمشروع. في سبتمبر 1995، وقعت حكومة البلدان الأربعة اتفاقية المشروع. وأنهيت دراسة الجدوى في عام 1999. في 11 أغسطس 1999، وقعت البلدان المشاركة مذكرة تفاهم في كوتونو. في فبراير 2000، وقعت اتفاقية على مستوى حكومة البلدان المشاركة. وبدأت التنفيذ في عام 2003. وأقيمت مراسم وضع حجر الأساس للمشروع سيكوندي تاكورادي، غانا، في 3 ديسمبر 2004. وكان من المقرر أن يبدأ المشروع في العمل في 23 ديسمبر 2007 لكنه تأجل بعد أن تم الكشف عن تسرب في خطوط أنابيب إمدادات نيجيريا. الموعد الثاني لبدء المشروع كان في 13 فبراير 2008، لكنه تأخر مرة أخرى، لمقتل أحد مقاولين يلبروس بالرصاص في نيجيريا بواسطة لصوص مسلحين. وأصبح المشروع جاهزا لبدء توصيل الغاز في 14 ديسمبر 2008. وكان من المتوقع أن يبدأ خط الأنابيب في العمل في عام 2009 بعد تكليف شركتي تيما وتاكورادي تنظيم محطات القياس في غانا، محطات الضغط في شاطئ لاگوس في نيجريا، وتنظيم محطات القياس في توگو.

## المسار
يتضمن خط الأنابيب ثلاث أقسام، القسم البحري بطول 569 كيلومتر (354 ميل) بمحاذات الشاطئ يمر عبر مياه بنين بموازاة ساحل توگو وغانا إلى الشاطئ، بمسافة 15 كيلومتر (9.3 ميل) إلى 20 كيلومتر (12 ميل)، عمق المياه مابين 30 متر (98 قدم) و75 متر (246 قدم). على الشاطئ النيجري يتصل بمحطة الضغط البحرية على شاطئ لاگوس ليصل إلى شبكة الغاز النيجرية.